# Witosław (województwo wielkopolskie)
Witosław – wieś w Polsce położona w województwie wielkopolskim, w powiecie leszczyńskim, w gminie Osieczna.
W okresie Wielkiego Księstwa Poznańskiego (1815-1848) miejscowość wzmiankowana jako Witosław należała do wsi większych w ówczesnym pruskim powiecie Kosten rejencji poznańskiej. Witosław należał do okręgu krzywińskiego tego powiatu i stanowił siedzibę majątku, którego właścicielem był wówczas (1846) Opitz. W skład majątku Witosław wchodziła także wieś Adamów. Według spisu urzędowego z 1837 roku Witosław liczył 139 mieszkańców, którzy zamieszkiwali 14 dymów (domostw).
W latach 1975–1998 miejscowość należała administracyjnie do województwa leszczyńskiego.
We wsi znajduje się eklektyczny pałac rodziny Opitzów z przełomu XIX i XX wieku, obecnie ośrodek apiterapii. Obiekt posiada niską wieżę i neobarokowy szczyt. Wokół pałacu rozpościera się park krajobrazowy z 2. połowy XIX wieku (2,1 ha) z pomnikowymi okazami platanów i dębów (najgrubsze mają obwody nawet 450 cm).
W pobliżu wsi znajdują się:

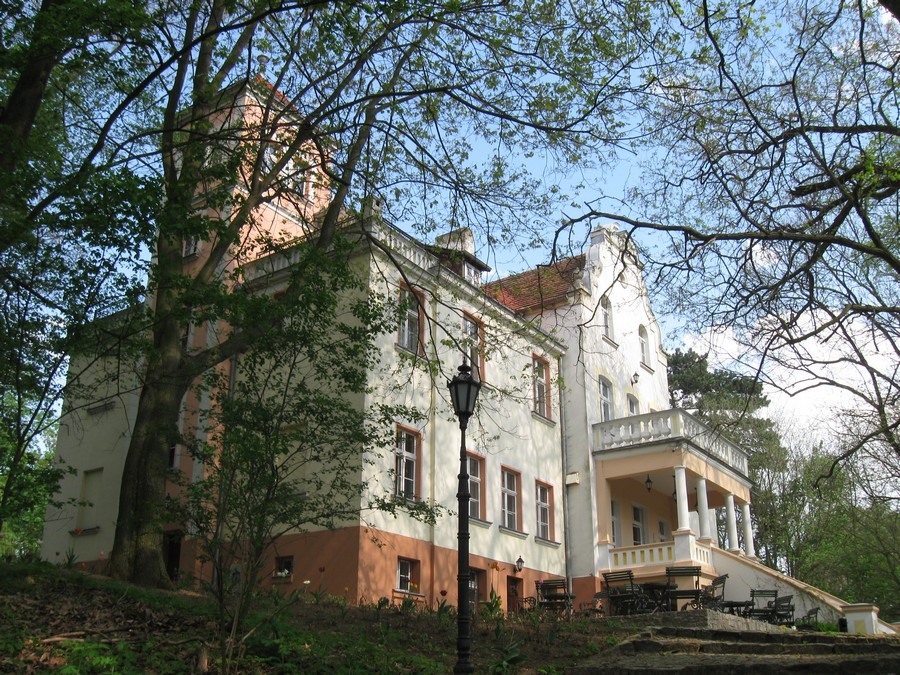
pałac w Witosławiu

- neogotycki spichlerz (400 m na południowy zachód),
- rezerwat przyrody Ostoja żółwia błotnego (1,5 km na południowy zachód),
- dolinka Lisie Dziury.

Zobacz też: Witosław, Witosławice